# Mniotype satura
The Beautiful Arches (Mniotype satura) là một loài bướm đêm thuộc họ Noctuidae. Nó được tìm thấy ở miền Cổ bắc.
Sải cánh dài 40–50 mm. Con trưởng thành bay từ tháng 7 đến tháng 10 tùy theo địa điểm.
Ấu trùng ăn various woody plants và deciduous trees.

## Hình ảnh

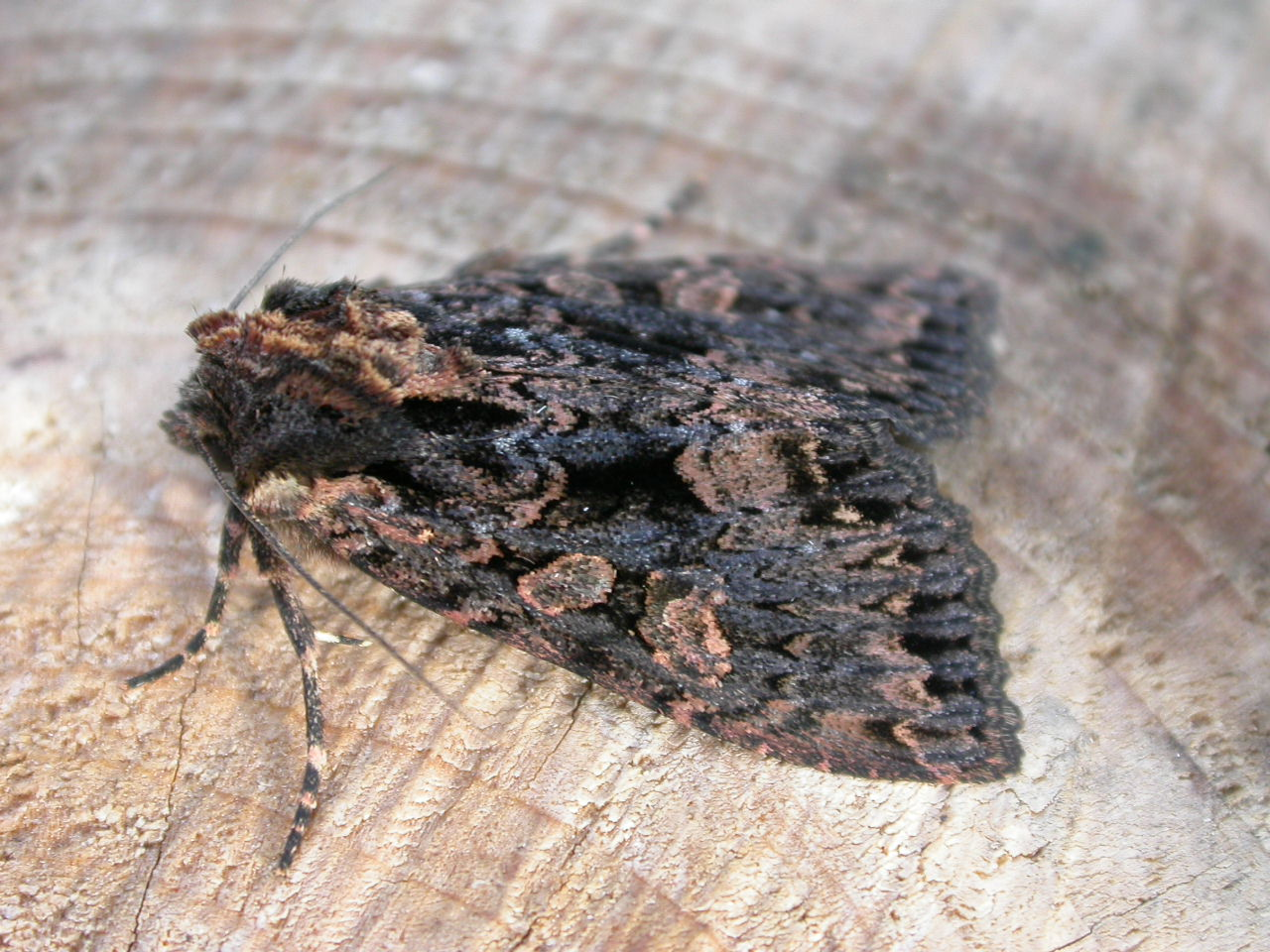
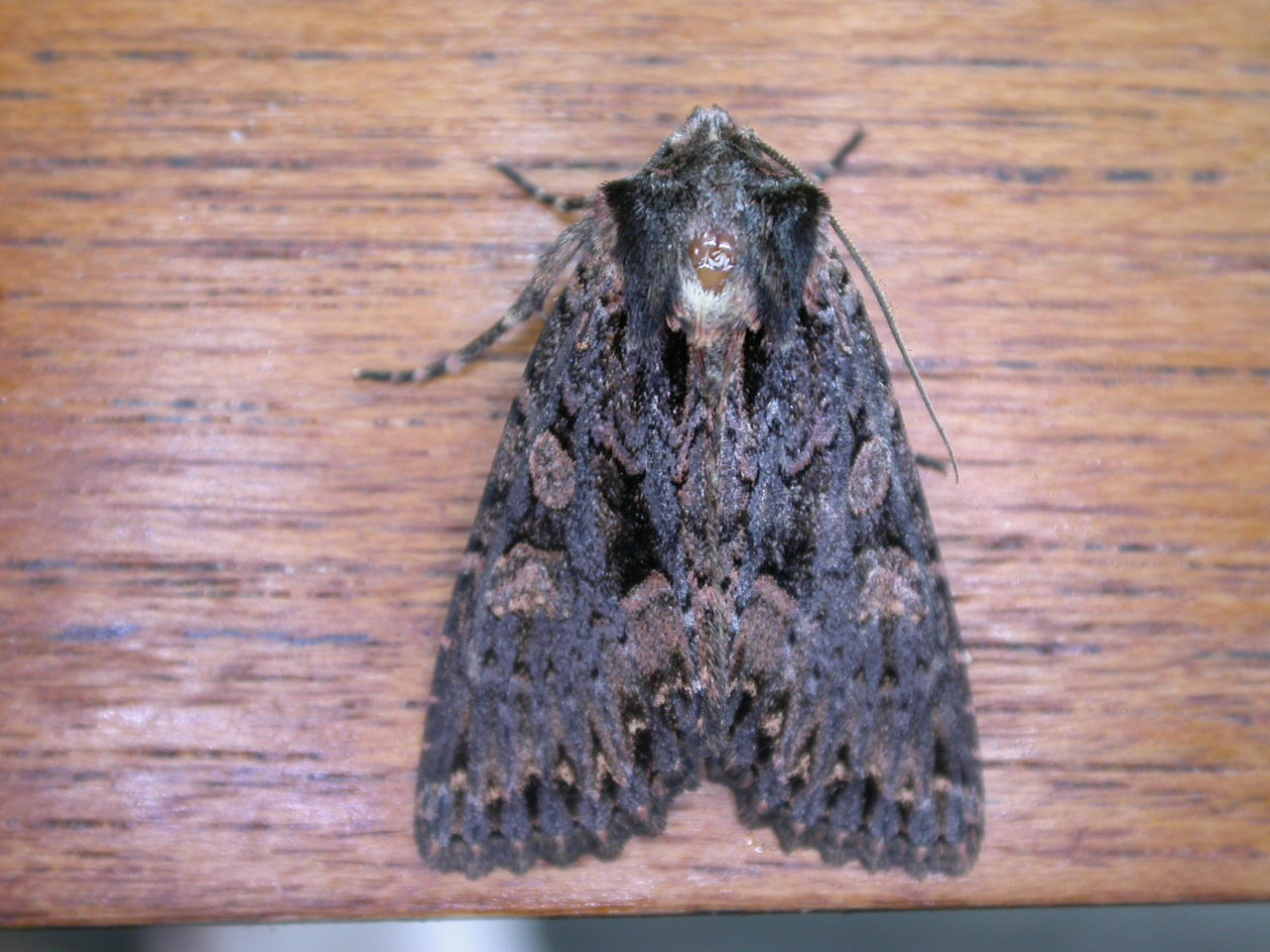
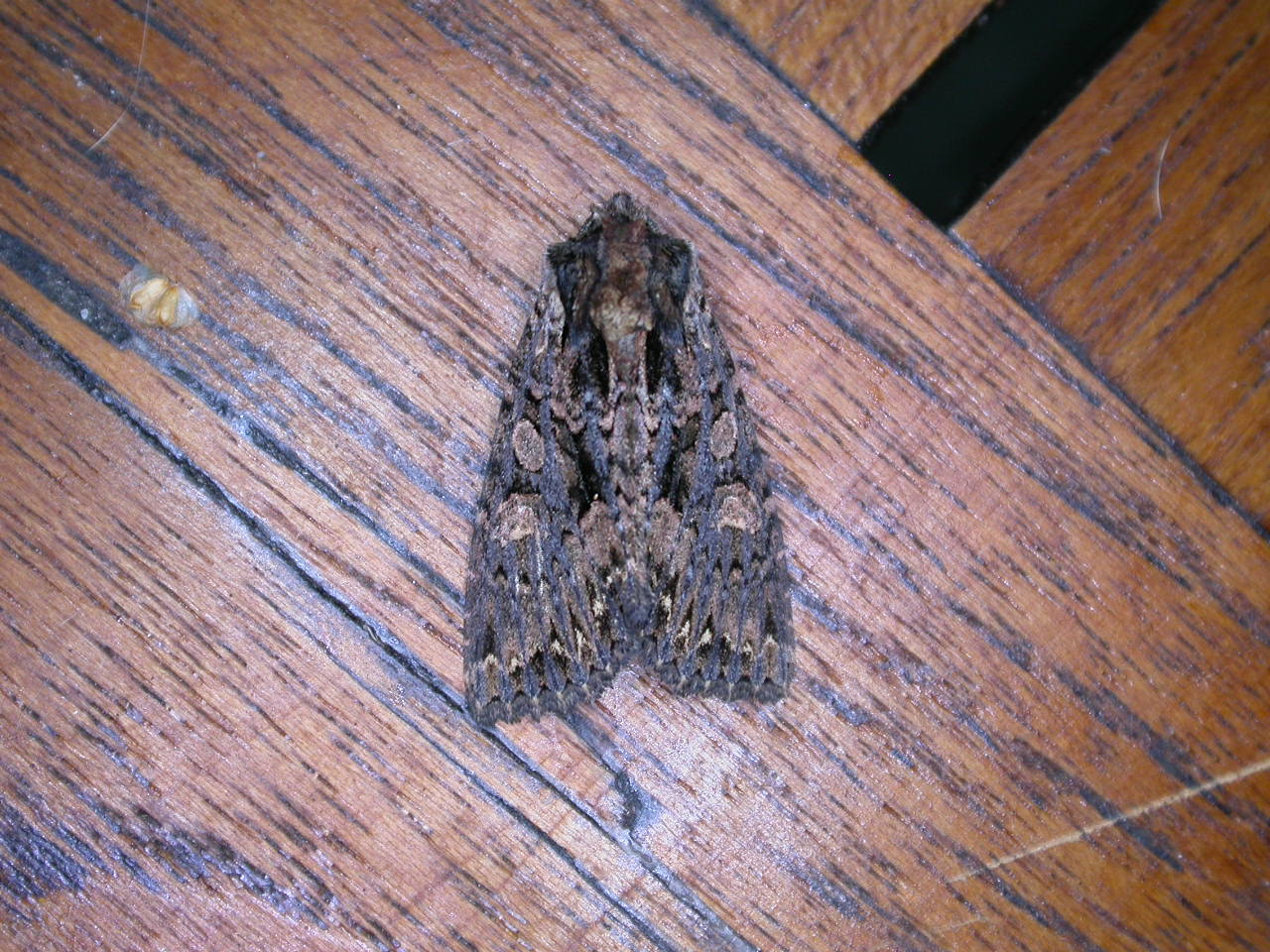
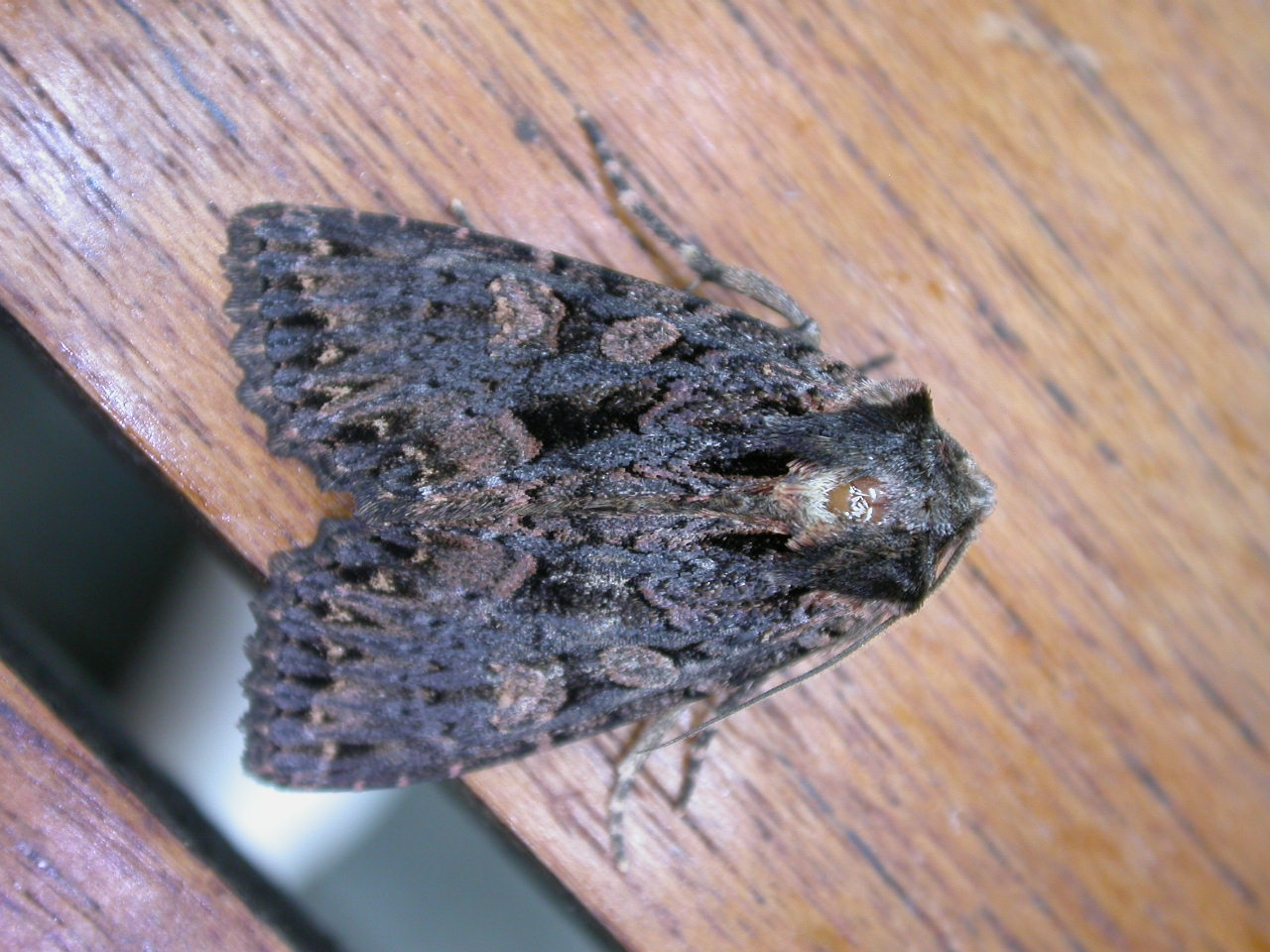